# Davide Cimolai
Davide Cimolai (Pordenone, Friül - Venècia Júlia, 13 d'agost de 1989) és un ciclista italià, professional des del 2010. Actualment corre a l'equip Movistar Team. Durant els seus primers anys com a ciclista combinà la pista amb la carretera. En pista destaquen set campionats nacionals en diferents modalitats, així com un campionat d'Europa de scratch. En carretera destaquen dues etapes de la Volta a Catalunya i la general de la Volta a Castella i Lleó del 2019.

## Palmarès en ruta
- 2009
  - 1r a la Copa San Geo
  - 1r al Trofeu Franco Balestra
  - 1r al Trofeu Banca Popolare di Vicenza
- 2015
  - 1r al Trofeu Laigueglia
  - Vencedor d'una etapa a la París-Niça
- 2016
  - Vencedor d'una etapa a la Volta a Catalunya
  - Vencedor d'una etapa a la Volta al Japó
- 2017
  - Vencedor d'una etapa a la Volta a Catalunya
- 2019
  - 1r a la Volta a Castella i Lleó i vencedor de 2 etapes
  - Vencedor d'una etapa al Tour de Valònia

### Resultats al Tour de França
- 2013. 137è de la classificació general
- 2014. 163è de la classificació general
- 2015. 155è de la classificació general
- 2016. 168è de la classificació general
- 2017. 152è de la classificació general

### Resultats a la Volta a Espanya
- 2012. 163è de la classificació general
- 2022. 134è de la classificació general
- 2023. 146è de la classificació general

### Resultats al Giro d'Itàlia
- 2019. 130è de la classificació general
- 2020. 118è de la classificació general
- 2021. 127è de la classificació general
- 2022. 135è de la classificació general
- 2023. No surt (9a etapa)

## Palmarès en pista
- 2008
  - 1r als Tres dies de Pordenone, amb Gianni Da Ros

### Campionats d'Europa
- 2009
  -  Medalla de bronze de persecució per equips sub-23
- 2011
  -  Campió d'Europa sub-23 en Scratch
  -  Medalla de plata d'americana sub-23

### Campionats d'Itàlia
- 2008
  -  Campio d'Itàlia de persecució per equips, amb Alex Buttazzoni, Gianni Da Ros, Jacopo Guarnieri i Elia Viviani
  -  Campio d'Itàlia d'omnium
- 2009
  -  Campio d'Itàlia de persecució per equips, amb Daniel Oss, Jacopo Guarnieri et Elia Viviani
  -  Campio d'Itàlia de scratch
- 2010
  -  Campio d'Itàlia de puntuació
- 2011
  -  Campio d'Itàlia de la cursa americana, amb Elia Viviani
  -  Campio d'Itàlia de scratch